# Порески обвезник
Порески обвезник је особа или организација која подлеже порезу на доходак. Порески обвезници имају идентификациони број – референтни  број који влада издаје својим држављанима.
Порески обвезник је термин који означава оне који плаћају порез општинским или државним органима. Порези могу постојати у виду пореза на доходак и пореза на имовину који је наметнут власницима непокретности (као што су куће и возила), заједно са многим другим облицима. Готово свако је порески обвезник у неком тренутку. Људи плаћају порез када плаћају робу и услуге које се опорезују. Појам пореског обвезника се често односи на радну снагу једне државе која плаћа за владине пројекте кроз опорезивање. Новац пореских обвезника део је јавних фондова, који представљају сав  потрошени или уложени новац од стране владе да задовољи индивидуалне или колективне потребе или да створи будуће повластице. Пословни субјекти су такође порески обвезници, што значи да су њихови приходи и расходи предмет опорезивања.

## Врсте пореза

### Порези на доходак
Влада наплаћује порез на доходак од личних и пословних прихода и прихода од камата. Поред пореза на доходак, послодавци су у обавези да при свакој исплати радника уплате порез на рачун зарада. Порез на капиталне добити је онај који се плаћа за било коју добит од продаје имовине и обично се примјењују на трансакције са хартијама од вредности. Порез на наслеђе се изриче при преносу имовине након смрти власника.

### Порези на имовину
Порез на имовину је порез на вредности некретнина или другу личну имовину. Порез на имовину обично намеће локална самоуправа и наплаћује се на поновној основи. Порези на некретнине су често подложни флуктуацији на основу процене вредности, стања, локације и тржишне вредности или промене износа пореске стопе. 

### Порези на робу и услуге
Порез на промет најчешће користе држава и локалне самоуправе да повећају приход. Код куповине на малопродајном нивоу, порез је одређен пореском стопом и ценом одређеног производа. Тарифе се разликују у зависности од врсте купљене робе. Акцизе се заснивају на количини робе, а не на њеној вредности. Путем акциза се опорезују цигарете, алкохол, кафа, нафта… Порези на услуге се процењују на широком спектру услуга, укључујући: авио карте, изнајмљивање аутомобила, путарине, комуналне услуге, хотелске собе, лиценце, финансијске трансакције и многе друге. Порез на луксуз држава намеће на одређене ствари, као што су скупи аутомобили или накит.

## Врсте пореских обвезника
Порески обвезници могу се сврстати у две главне категорије - појединци и корпорације. Корпорација је правно лице, одвојено од власника сврхе плаћања пореза. Ове главне категорије могу се даље поделити у различите подкатегорије.
Појединачни порески обвезници могу се класификовати као држављани или странци.  Грађанин се може даље класификовати као резидентни држављанин или нерезидентни држављанин.
Корпорације се могу класификовати у домаће, стране и партнерске. Страна корпорација може бити резидентна страна или нерезидентна страна корпорација. Резидентна инострана корпорација је инострана корпорација која се бави трговином или пословањем у земљи. Нерезидентна инострана корпорација се не бави трговином или пословањем у земљи већ остварује приходе на основу огранака у тој земљи. Партнерство је облик пословања у којем је одговорност власништва и руководства компаније подељена између два или више појединаца. Партнерство није правно лице које је одвојено од власника и самим тим партнерство не плаћа порезе. Класификација зависи од конкретне државе и може се разликовати.

## Новац порезних обвезника
Новац порезних обвезника помаже у плаћању ставки у државном буџету. Разлика између прихода (новца прикупљеног путем пореза) и расхода позната је као буџетски дефицит. Новац који влада позајмљује за покривање буџетског дефицита је оно што ствара национални дуг. Влада троши новац из више разлога: за помоћ угроженима (финансирање социјалних служби), финансирање јавног сектора, за исплату јавног дуга… Социјалне службе пружају додатну финансијску подршку старијим особама, незапосленима, инвалидима и сиромашнима, као што су дечији додаци и народна кухиња. Влада троши новац на четири главна начина: директна плаћања, субвенције, уговори и осигурања. 

## Избегавање пореза и утаја пореза
У случају неплаћања пореза порески обвезник крши закон. Илегална пракса у којој порески обвезник намерно избегава измирење своје пореске обавезе назива се утаја пореза. У случају утаје пореза порески обвезник постаје предмет кривичних пријава и казни. Утајом пореза се сматра свако непријављивање дохотка, смањивање пореза који се дугује као и давање лажних информација пореској управи о приходима и расходима пословања. Коришћење законских метода за измену финансијске ситуације појединца како би се смањио износ пореза на доходак представља избегавање пореза што је различито од утаје.   